# ひまの湯
『ひまの湯』（ひまのゆ）は、日本テレビ系列の札幌テレビ放送（STV）が2013年5月5日から2014年3月30日まで、毎週日曜日22時台後半（22:30 - 22:56）に放送していた、ローカルバラエティ番組。2013年10月まではトーホウリゾートの一社提供番組。

## 概要
STVは1989年10月1日から1994年12月25日まで『日高晤郎のスーパーサンデー』を放送していたが、3か月間のつなぎ番組を経て翌年4月2日、定期的ローカル番組が無くなり、6月のYOSAKOIソーラン祭り特番『熱狂!YOSAKOI絶叫!ソーラン』を放送する時以外、ローカル枠である日本テレビの番組をネットしていた。
2013年に創立55周年を迎え、新たな試みに挑むべく立ち上げられたのが、この番組である。この時間帯にレギュラーでローカル番組を放送するのは、前述の『日高晤郎のスーパーサンデー』終了以来18年4か月ぶり。
2013年春改編（4月7日放送分）より、ローカル枠である22時台後半から23時台前半にかけて『有吉反省会』と『ダウンタウンのガキの使いやあらへんで!!』が放送されているが、日本テレビでの5月5日以降放送分の『有吉反省会』は土曜24:55 - 25:25に20日遅れで放送している。また6月に『熱狂!YOSAKOI絶叫!ソーラン』を放送した際は当番組と『ダウンタウンのガキの使いやあらへんで!!』を休止し、『ガキ使』は例年通り遅れネットとなった。この他にも選挙特番『ZERO×選挙』や2014年の年始番組が放送される時は当番組も休止となった。
終了後の2014年4月5日からはTOKYO MXでも土曜19:30 - 20:00、日曜14:30 -15:00、日曜19:30 - 20:00のいずれかに放送されたが最終回は未放送となる。2015年2月15日からはテレ玉で日曜25:30 - 26:00に一部回が放送された。

## 出演
- サンドウィッチマン（伊達みきお・富澤たけし）
- 藤岡みなみ[注 2]
- 深川圭（2009年度ミスター青山）[4][5]

## 内容
銭湯を舞台に、伊達が3兄弟の兄役として番台に立ち、藤岡が妹、深川が弟、富澤が常連客として登場、ドラマやトークを繰り広げる。

## スタッフ
- ナレーション：小島達子[1]
- 構成：白川安彦
- TD/SW：松野史
- カメラ：山口亮彦、喜井雅章、作左部一哉、中谷洋、寒河江透、福田真也
- 音声：渡辺大樹、清雅和、濱野秀之、松本尚也、西川仁
- VE：小田智章
- 収録：竹西直人
- 記録：櫻田麻依子
- 照明：松本公弥、及川秀樹、酒田貴史、中川誠司
- 編集：沼田哲治、高橋直和、廣田久佳
- 音響効果：菅沼良隆
- MA：齊藤豊
- 美術：池田伊陽
- CG：池田卓哉
- オープニングタイトル：鈴木謙太郎
- メイク：寺長根あい
- スタイリスト：小川弥生
- 協力：北海道公衆浴場業生活衛生協同組合、UTOWA
- 制作協力：札幌映像プロダクション、イメージランド、コスモ・スペース、スクランブル、エッグ、エイプリル、プロモーション・エス、コールツプロダクション、トニカフォン
- FD：渡部拓（APも兼務）、飯島彩絵子、岡田類
- AD：菅本祐太、片岡絵美
- ディレクター：荒田雄一
- 総合演出：小笠原寛人
- プロデューサー：山谷博
- 製作著作：札幌テレビ放送